# Sylvain Armand
Sylvain Armand (Saint-Étienne, 1º agosto 1980) è un ex calciatore francese, di ruolo difensore, coordinatore sportivo del Lilla.

## Palmarès

### Club

#### Competizioni nazionali
- Campionato francese: 2

Nantes: 2000-2001
Paris Saint-Germain: 2012-2013
- Supercoppa francese: 1

Nantes: 2001
- Coppa di Francia: 2

Paris Saint-Germain: 2005-2006, 2009-2010
- Coppa di Lega francese: 1

Paris Saint-Germain: 2007-2008